# Аджиль
Аджиль (перс. آجیل‎) — блюдо, распространенное в Иране. Состоит из поджаренных солёных фисташек, фундука, очищенных земляных орехов, миндаля, гороха, тыквенных семечек и семечек дыни. Может включать различные пропорции сухофруктов.

## Использование
Аджиль с давних времён превратился в иранский культурный символ, так что некоторые из традиционных церемоний иранцев (как например, Ноуруз и Ялда) без него немыслимы.
Сухофрукты, входящие в состав аджиля, считаются важной питательной основой в жизни животных и человека.
Аджиль, именуемый также «аджиль, разрешающий проблемы», по настоящее время используется в ряде религиозных мероприятий (обычно проводимых женщинами). Иранцы убеждёны, что аджиль может помочь им в разрешении их проблем, несмотря на то, что ни один религиозный авторитет не подтверждает достоверность этого.
Обилие садов в Иране превратило иранский аджиль в один из признанных и узнаваемых образцов экспорта на международные рынки, наравне с фисташками.
Также среди иранцев распространён аджиль из сушёных фруктов.

## Польза для здоровья
Считается, что употребление аджиля в качестве диетического здорового питания благоприятно способствует сердечному здоровью.
В действительности, употребление аджиля снижает холестерин в крови и учитывая простоту в его хранении и перевозке, он часто употребляется в качестве лёгкой еды между приёмами пищи. Употребление аджиля препятствует возникновению инфаркта.
Согласно исследованию, опубликованному в Британском журнале о питании, арахис и миндаль сохраняют сахара в крови даже после приёма пищи, оказывая благоприятной воздействие на уровень сахара в крови.

## Вред для здоровья
Наряду с этим аджиль также может нанести вред.
Следует иметь в виду, что аджиль содержит много калорий и на каждый грамм приходится 5 калорий энергии.
Наличие жиров в различных видах аджиля способствует росту веса и полноте.
Потребление аджиля в большом количестве приводит к скоплению чрезмерной энергии и жиров в организме и ведёт к увеличению веса.
Также обычно при изготовлении аджиля обычно используется большое количество соли.
Таким образом, чрезмерное потребление аджиля, содержащего много соли, может привести к сердечным заболеваниям, а для людей страдающих кровяным давлением чревата почечными заболеваниями.
Как показывают исследования, потребление солёного аджиля может привести людей, страдающих высоким давлением, к внезапному шоку и остановке сердца.
Также некоторые компоненты аджиля, как например арахис, у некоторых людей могут вызвать аллергию.